# Angela Maria Monteiro Bettencourt
Angela Bettencourt (Rio de Janeiro, 25 de junho de 1951 — 10 de abril de 2021) foi uma bibliotecária brasileira pioneira na digitalização de acervos bibliográficos.
Destacou-se profissionalmente como bibliotecária na Biblioteca Nacional do Brasil. Carioca e filha de portugueses, viveu toda a vida no bairro de Santa Teresa, junto de sua família.

## Formação
Fez seus estudos básicos no Colégio Sacré-Cœur de Jésus com sede no Palacete do Morro da Graça, onde adquiriu fluência na língua francesa. Formou-se em Biblioteconomia e Documentação na Universidade Federal do Estado do Rio de Janeiro em 1972, quando o curso ainda era sediado nos porões da Biblioteca Nacional. Fez especialização em Indexação da Informação na Universidade Santa Úrsula em 1987. Cursou o mestrado em Ciência da Informação no Programa de Pós-Graduação em Ciência da Informação no IInstituto Brasileiro de Informação em Ciência e Tecnologia (IBICT) na Universidade Federal do Rio de Janeiro (UFRJ) de 2009 a 2011. Tornou-se representante e coordenadora da Biblioteca Nacional do Brasil. Foi responsável pela digitalização da Biblioteca, um dos maiores projetos de digitalização do Brasil.
Sua dissertação de mestrado A representação da informação na Biblioteca Nacional do Brasil: do documento tradicional ao digital, tornou-se livro editado pela Biblioteca Nacional em 2014, inaugurando a Coleção Ramiz Galvão,  criada para divulgar estudos na área da biblioteconomia e da ciência da informação. A publicação encontra-se disponível na BNDigital e no Portal da Fundação Biblioteca Nacional.

## Carreira Profissional
Antes de iniciar sua carreira na Biblioteca Nacional, Angela trabalhou na Marinha do Brasil. Em 2016 foi condecorada com a Medalha Colaborador Emérito, da Diretoria do Patrimônio Histórico e Documentação da Marinha brasileira.
Funcionária da Fundação Biblioteca Nacional desde 1983, chefiou a Divisão de Bibliografia Brasileira de 1995 até 2003,  ano em que se tornou Coordenadora de Informação Bibliográfica. Nesta unidade coordenou as bases de dados bibliográficos da Biblioteca Nacional, sendo responsável pela gestão da participação da Fundação Biblioteca Nacional na Rede Bibliodata/Calco e pela migração e implantação das bases de dados para outros sistemas de automação bibliográfica. Posteriormente idealizou, criou e coordenou a Biblioteca Nacional Digital em 2006, sendo sua primeira coordenadora. Foi responsável também pela criação e gestão de outras iniciativas no âmbito da preservação e difusão de acervos digitais: Rede de Memória Virtual Brasileira, Hemeroteca Digital Brasileira, Brasiliana Fotográfica e Brasiliana Iconográfica. Era, carinhosamente, chamada de “mãe da BNDigital” pelos colegas da BN.
Seu pioneirismo no âmbito digital, inclui a criação do laboratório digital da BN; o estabelecimento de metodologia para tratamento da informação com a produção de manuais técnicos e  capacitação em bibliotecas digitais com a criação do primeiro curso de bibliotecas digitais da Biblioteca Nacional em 2012. Além disso, ministrou inúmeras palestras sobre o tema e ainda apoiou a prática de lançar exposições virtuais no portal da BNDigital simultaneamente com a inauguração das exposições presenciais.
Participou como coordenadora técnica da Biblioteca Acessível da Rede Nacional de Ensino e Pesquisa (RNP) entre 2001 e 2003, sob a Coordenação da Dra. Célia Ribeiro Zaher, com “O Projeto Biblioteca Acessível com objetivo de disponibilizar na Internet, um acervo de obras literárias em formato digital, adaptadas para deficientes visuais” .
Foi membro das seguintes seções da International Federation of Library Associations and Institutions (IFLA): Seção de Bibliotecas Nacionais e Seção América Latina e Caribe (IFLA/LAC). Participou em diversas oportunidades representando a Biblioteca Nacional do Brasil nas reuniões da Conference of Directors of National Libraries (CDNL).

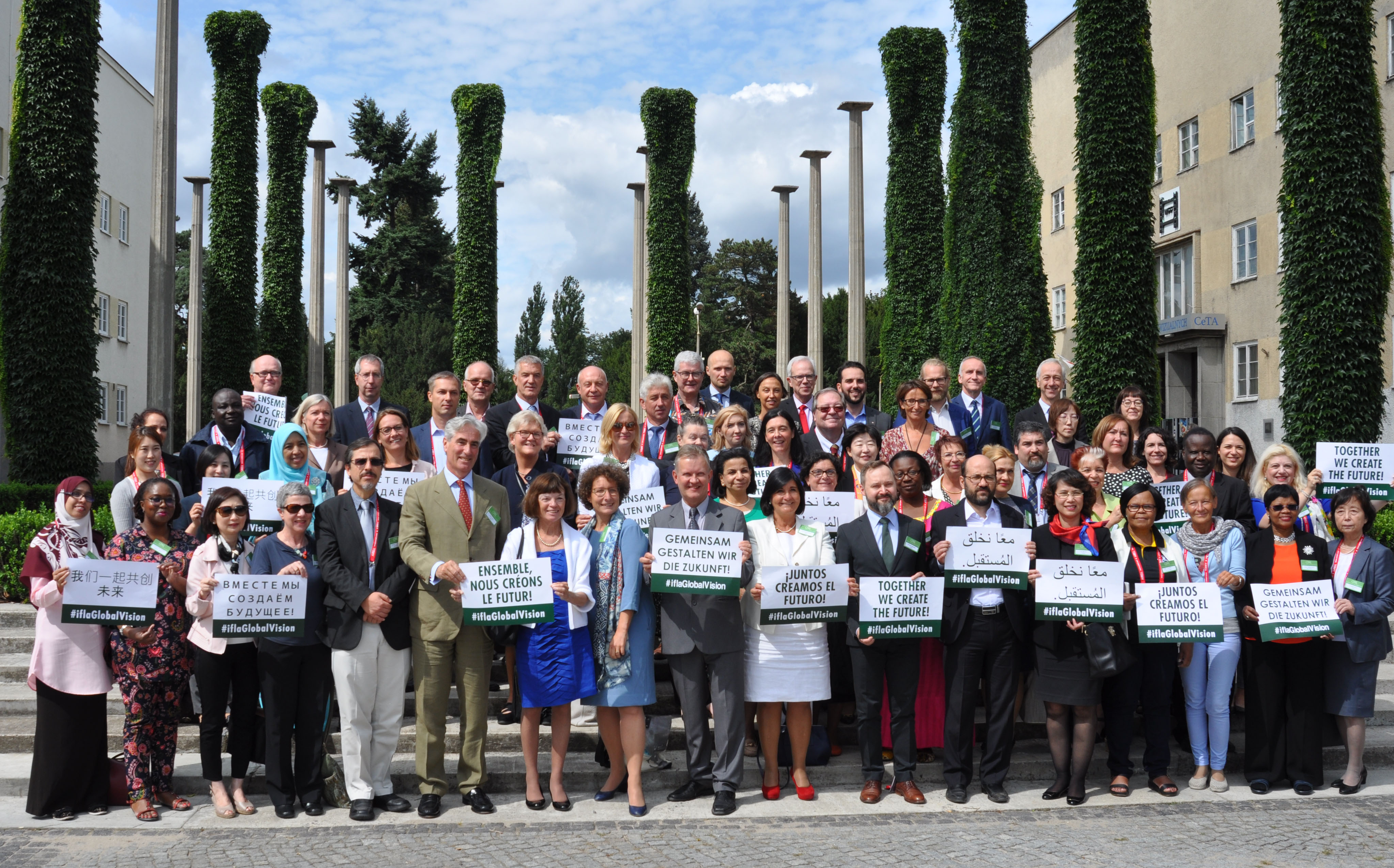
Reunião Conference of Directors of National Libraries (CDNL) em 2017, na Polônia.

Foi responsável pelo projeto de cooperação entre a BN e a Library of Congress, intitulado “Brasil e Estados Unidos: Expandindo Fronteira, Comparando Culturas”, sendo responsável pelos aspectos técnicos da elaboração do site no Brasil, pela criação das bases de dados e metadados e pela supervisão da catalogação e digitalização. O site reúne a história dos dois países num mesmo lugar.
Coordenando a BNDigital manteve uma relação de estreita cooperação com outras Bibliotecas Nacionais e instituições internacionais. Na Biblioteca Nacional da França (BnF), colaborando com a Gallica, a Biblioteca Nacional Digital da França , foi convidada a realizar um estágio em 2005 em Paris. Posteriormente em 2009, como parte das comemorações do Ano da França no Brasil, iniciativa do governo dos dois países, para aprofundar as relações bilaterais no âmbito cultural, acadêmico e econômico. Criou-se então o portal “FRANÇA –BRASIL”,  em colaboração com a BnF, composto por acervo de documentos compartilhados pelas instituições. O projeto foi revitalizado em 2018, com um novo portal e pensado na preservação digital a longo prazo, lançado em 2019, e Angela foi destacada como Responsável Científica representando o Brasil em outra temporada na BnF em 2018.
Também mantinha laços com Portugal, com ascendências daquele país, surge o projeto da Biblioteca Digital Luso-Brasileira (BDLB), iniciado em fevereiro de 2014 pelas bibliotecas nacionais do Brasil e Portugal, com o objetivo central de coordenar os esforços de digitalização e de colocar disponível num mesmo ponto de acesso todo o acervo digital das duas instituições. O intuito era congregar o acervo em língua portuguesa e foi inaugurado em 2016.
Seu trabalho como coordenadora da BNDigital, foi decisivo para a participação da BN na fundação da World Digital Library (WLD) , como membro no Conselho Executivo. Conta também com outros parceiros internacionais, como a Biblioteca Nacional da Argentina e a Biblioteca Digital do Patrimônio Iberoamericano.
Angela é considerada uma bibliotecária à frente do seu tempo, apoiada por sua chefia na época e pelas bibliotecárias Dra Célia Zaher e Liana Amadeo, e demais colegas, ela pode revolucionar o trabalho na Biblioteca Nacional criando a BNDigital, inserindo o Brasil no cenário digital. 
Aposentou-se de suas atividades em 2019, e faleceu no dia 10 de abril de 2021, deixando seu legado na memória institucional da Fundação Biblioteca Nacional e no país.

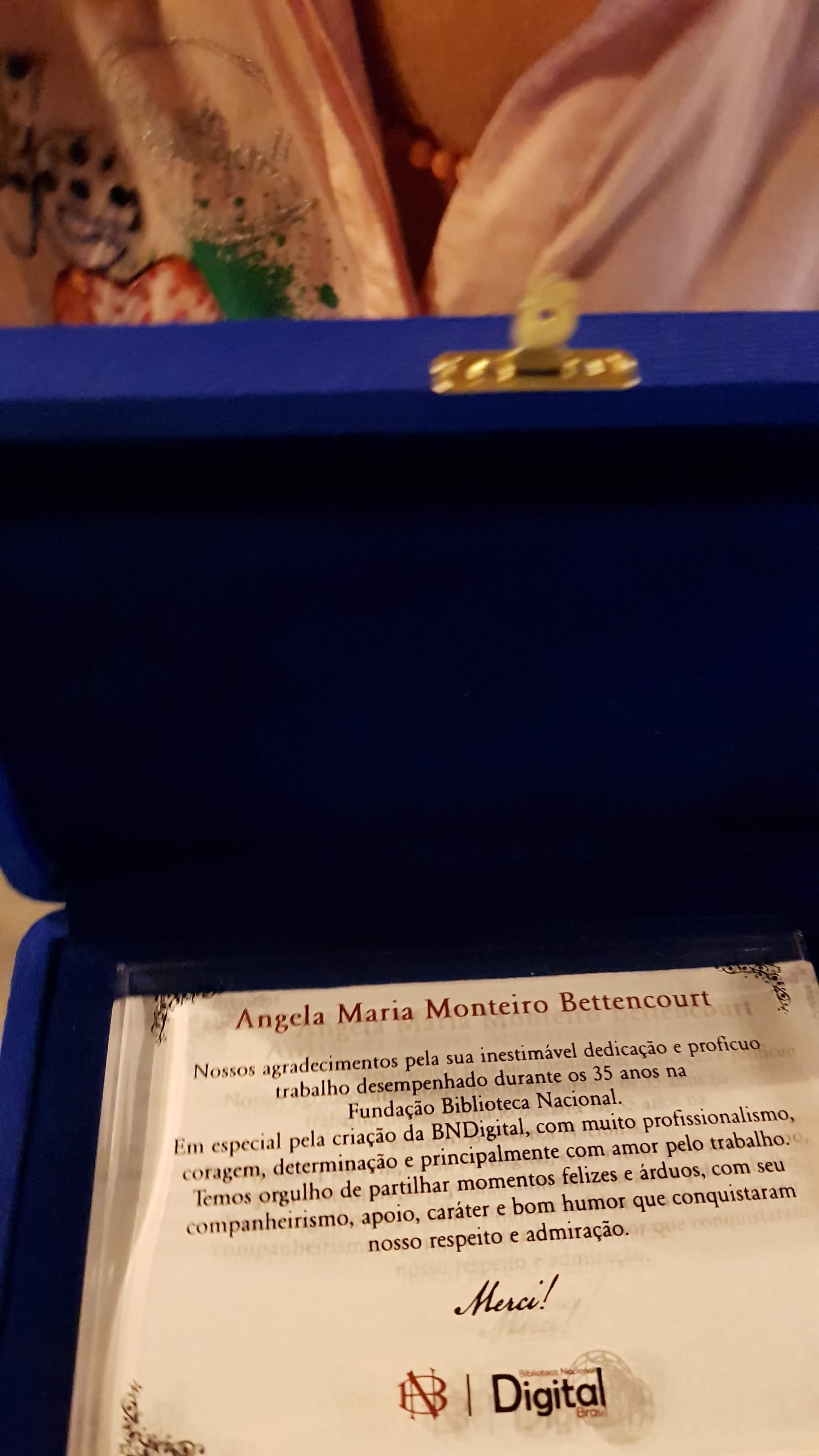
“Nossos agradecimentos por sua inestimável dedicação e profícuo trabalho desempenhado durante 35 anos na Fundação Biblioteca Nacional. Em especial pela criação da BNDigital, com muito profissionalismo, coragem determinação e principalmente amor pelo trabalho. Tivemos orgulho de partilhar momentos felizes e árduos, com seu companheirismo, apoio, caráter e bom humor que conquistaram nosso respeito e admiração. Merci!”

## Publicações
- MANUAL para entrada de registros de autoridades em formato MARC. Rio de Janeiro: Fundação Biblioteca Nacional, Departamento de Processamento Técnico, 1998. 97p., 30 cm. (Documentos técnicos, 3). Organização Angela Maria Monteiro Bettencourt ; colaboração Maria de Nazareth Montojos Tacques.
- MANUAL para entrada de dados em formato MARC. Rio de Janeiro: Fundação Biblioteca Nacional, Departamento de Processamento Técnico, 1997. 105p., 26 cm. (Documentos técnicos, 2). ISBN 8533301014 (broch.). Organização Maria de Nazareth Montojos Tacques ; colaboração Angela M. Monteiro Bettencourt, Suely Mattos Vahia Loureiro.
- Plano do Catálogo Systematico da Bibliotheca Nacional do Rio de Janeiro: primeiro instrumento para organização da coleção. Anais da Biblioteca Nacional, v. 131, p. 437-456, 2014. Disponível em: http://memoria.bn.br/pdf/402630/per402630_2011_00131.pdf . Acesso em 11 abr. 2021.
- BETTENCOURT, A.M.M; MARCONDES, C. H. Elementos para uma política brasileira de acesso integrado, utilização e preservação de acervos digitais em memória e cultura. pragMATIZES -Revista Latino Americana de Estudos em Cultura. Niterói, RJ, Ano 9, número 16, semestral, out/2018 a mar/ 2019. Disponível em: <DOI: https://doi.org/10.22409/pragmatizes.v0i16.27518> . Acesso em: 10 abr. 2021.
- FUNDAÇÃO BIBLIOTECA NACIONAL. Política de Preservação Digital da Biblioteca Nacional. 2020. Disponível em: https://www.bn.gov.br/producao/documentos/politica-preservacao-digital-biblioteca-nacional-ppdbn . Acesso em: 12 abr. 2021.